# Acordo Geral de Tarifas e Comércio
O Acordo Geral sobre Tarifas e Comércio ou Acordo Geral sobre Aduanas e Comércio (em inglês, General Agreement on Tariffs and Trade, GATT) foi um acordo internacional estabelecido em 1947, visando promover o comércio internacional e remover ou reduzir barreiras comerciais, tais como tarifas ou quotas de importação, e a eliminação de preferências entre os signatários, visando obter vantagens mútuas. Trata-se de um conjunto de normas tarifárias destinadas a impulsionar o livre comércio e a combater práticas protecionistas nas relações comerciais internacionais. Os 23 (vinte e três) membros fundadores foram África do Sul, Austrália, Bélgica, Birmânia (ou Myanmar), Brasil, Canadá, Ceilão, Chile, China, Cuba, Checoslováquia, Estados Unidos, França, Holanda, Índia, Líbano, Luxemburgo, Nova Zelândia, Noruega, Paquistão, Reino Unido, Rodésia do Sul e Síria.
Inicialmente, o Acordo foi discutido na Conferência das Nações Unidas sobre Comércio e Emprego (United Nations  Conference on Trade and Employment), em Havana, entre 1947 e 1948, após o fracasso das negociações para criação da International Trade Organization (ITO).
Afinal o GATT foi assinado por 23 estados, em Genebra, no dia 30 de outubro de 1947, com vigência a partir de 1º de janeiro de 1948. Continuou vigendo até 14 de abril de 1994, quando 123 países assinaram, em Marrakesh, os acordos da Rodada Uruguai, que estabeleceram a Organização Mundial do Comércio (OMC), em 1º de janeiro de 1995.
A  Organização Mundial de Comércio (OMC) é a sucessora do GATT, e o texto original do GATT (GATT 1947) ainda está em vigor na OMC, ressalvando-se as alterações contidas no documento GATT 1994.

## Objetivos
Após a Segunda Guerra Mundial, vários países decidiram regular as relações econômicas internacionais, não só com o objetivo de melhorar a qualidade, mas também por entenderem que os problemas econômicos influíam seriamente nas relações entre os Governos. Para regular aspectos financeiros e monetários, foram criados o BIRD (Banco Mundial) e o FMI, e no âmbito comercial, foi discutida a criação da Organização Mundial do Comércio ‒ OMC, que funcionaria como uma agência especializada das Nações Unidas.
Em 1947, visando impulsionar a liberalização comercial, combater práticas protecionistas adotadas desde a década de 1930, 23 países, posteriormente denominados fundadores, iniciaram negociações tarifárias na Rodada Genebra. Essa primeira rodada de negociações resultou em 45 000 concessões e o conjunto de normas e concessões tarifárias estabelecido passou a ser denominado Acordo Geral sobre Tarifas e Comércio - GATT. Esse acordo seria temporário, até a criação da OMC ‒ Organização Mundial de Comércio.
Os membros fundadores do GATT, juntamente com outros países, formaram um grupo que elaborou o projeto de criação da OMC, sendo os Estados Unidos um dos países mais atuantes no convencimento da ideia do liberalismo comercial regulamentado em bases multilaterais. O fórum de discussões, que se estendeu de Novembro de 1947 a Março de 1948, ocorreu em Havana, Cuba, e culminou com a assinatura da Carta de Havana, na qual constava a criação da OMC. O projeto de criação da OMC era ambicioso pois, além de estabelecer disciplinas para o comércio de bens, continha normas sobre emprego, práticas comerciais restritivas, investimentos estrangeiros e serviços.
Apesar do papel preponderante desempenhado pelos Estados Unidos nestas negociações, questões políticas internas levaram o país a anunciar, em 1950, o não encaminhamento do projeto ao Congresso para sua ratificação. Sem a participação dos Estados Unidos, a criação da Organização Internacional do Comércio fracassou. Assim, o GATT, um acordo criado para regular provisoriamente as relações comerciais internacionais, foi o instrumento que, de fato, regulamentou por mais de quatro décadas as relações comerciais entre os países.
Durante a Ronda do Uruguai de negociações, voltou-se a discutir sobre a criação de um organismo internacional destinado a regulamentar o comércio internacional, não apenas de bens, mas também serviços, além de temas relacionados a investimentos e propriedade intelectual, entre outros. Como resultado, a ata da Ronda do Uruguai inclui um novo Acordo de Tarifas Aduaneiras e Comércio (GATT 94), o qual mantêm a vigência do GATT 47, o Acordo Geral sobre o Comércio de Serviços (GATS), o Acordo sobre Investimentos (TRIMS), o Acordo sobre direitos de Propriedade Intelectual (TRIPS), além de acordos destinados a regulamentar procedimentos de solução de controvérsias, medidas antidumping, medidas de salvaguarda, medidas compensatórias, valoração aduaneira, licenciamento, procedimentos, etc. Por fim, a ata da Ronda do Uruguai também contém o acordo constitutivo da Organização Mundial de Comércio (OMC), encarregada de efetivar e garantir a aplicação dos acordos citados.
| Rodada Genebra    | Abril de 1947    | 7 meses      | 23  | Tarifas | Assinatura do GATT, 45 000 concessões tarifárias que afetam 10 bilhões de dólares do comércio. |
| Rodada Annecy     | Abril de 1949    | 5 meses      | 13  | Tarifas | Países trocaram cerca de 5 000 concessões de tarifárias |
| Rodada Torquay    | Setembro de 1950 | 8 meses      | 38  | Tarifas | Países trocaram cerca de 8 700 concessões em tarifárias, reduzindo os níveis tarifários 1948 em 25% |
| Rodada Genebra II | Janeiro de 1956  | 5 meses      | 26  | As tarifas de admissão do Japão | US$ 2,5 bilhões em reduções tarifárias |
| Rodada Dillon     | Setembro de 1960 | 11 meses     | 26  | Tarifas | As concessões em tarifárias no valor de 4 900 milhões dólares americanos do comércio mundial |
| Rodada Kennedy    | Maio de 1964     | 37 meses     | 62  | As tarifas, Anti-dumping | As concessões em tarifárias no valor de 40 bilhões de dólares do comércio mundial |
| Rodada Tóquio     | Setembro de 1973 | 74 meses     | 102 | Tarifas, medidas não-tarifárias, acordos de "quadro"                                                                                               | As reduções de tarifárias de mais de US$ 300 bilhões de dólares alcançados |
| Rodada Uruguai    | Setembro de 1986 | 87 meses     | 123 | As tarifas, medidas não-tarifárias, normas, serviços, propriedade intelectual, solução de controvérsias, têxteis, agricultura, criação de OMC, etc | A rodada levou à criação da OMC, e ampliou o leque de negociações comerciais, levando a grandes reduções nas tarifas (cerca de 40%) e os subsídios agrícolas, um acordo para permitir acesso total para têxteis e roupas de desenvolvimento países, e uma extensão dos direitos de propriedade intelectual. |
| Rodada Doha       | Novembro de 2001 | Em andamento | 159 | As tarifas, medidas não-tarifárias, agricultura, normas de trabalho, ambiente, concorrência, investimento, transparência, patentes etc             | A rodada ainda não está concluída. Pacote de Bali, assinado no dia 7 de Dezembro de 2013. |

O GATT - assim como sua sucessora, a OMC - teve êxito em promover a redução tarifária. Em 1947, os níveis médios de tarifas para os principais participantes do GATT eram de aproximadamente 22%; em 1999, após a Rodada Uruguai, caíram para 5%.